# موريس جاستيجر
موريس جاستيجر (3 أكتوبر 1896 - 22 يناير 1966) هو كان لاعب كرة قدم فرنسي لعب كمهاجم في نادي ستاد رين ومنتخب فرنسا.